# Siriella gibba
Siriella gibba är en kräftdjursart som beskrevs av Nouvel 1944. Siriella gibba ingår i släktet Siriella och familjen Mysidae. Inga underarter finns listade i Catalogue of Life.